# Óriás-fenyőfürkész
Az óriás-fenyőfürkész (Rhyssa persuasoria) a rovarok (Insecta) osztályának hártyásszárnyúak (Hymenoptera) rendjébe, ezen belül a fürkészdarazsak (Ichneumonidae) családjába tartozó faj.

## Előfordulása
Az óriás-fenyőfürkész előfordulási területe Európa és Észak-Amerika.

## Változatai
- Rhyssa persuasoria var. himalayensis Wilkinson, 1927
- Rhyssa persuasoria var. nepalensis Kamath & Gupta, 1972
- Rhyssa persuasoria var. nigrofacialis Meyer, 1922

## Megjelenése
A testhossza 20-40 milliméteres, míg a tojócsöve további 40 milliméter. Hatalmas méretű, élősködő életmódot folytató darázsfaj. A rovar testszíne fekete, fehér pettyezettséggel; a lábai narancssárgás-vörösek.

## Életmódja
A nőstény a fákban élő fadarazsak, cincérfélék és egyes molyfélék lárváiba, vagy azok mellé rakja le petéit. Ahhoz, hogy a lárvákhoz hozzáférjen, a nőstény a tojócsöve segítségével előbb kifúrja a fát. Miután kikel az óriás-fenyőfürkészlárva, rátapad a zsákmánylárvára és abból táplálkozik. Miután elérte a maximális méretét, a darázslárva bebábozódik.